# IC 3418
IC 3418 — галактика в созвездии Девы. Она больше всего известна приливным хвостом, который сформировался после столкновения галактики со Скоплением Девы. В галактике находятся много регионов звездообразования. 
В хвосте галактики находится третья самая далёкая известная звезда, SDSS J1229+1122. 